# William Finley (actor)
William Finley (20 de septiembre de 1940 – 14 de abril del 2012) fue un actor estadounidense, que nació y murió en Nueva York.

## Vida y carrera
Finley se graduó en la Universidad de Columbia en 1963, donde encontró a Brian De Palma por primera vez.
Tuvo desde entonces con el tiempo una larga amistad y colaboración con el director Brian De Palma, empezando con las películas estudiantiles El despertar de Woton  (1962), The Wedding Party (1966) y Murder à la Mod (1968) y continuando con películas como La furia (1978) y Vestida para matar (1980). También tuvo papeles en tres películas de Tobe Hooper: Eaten Alive (1977), The Funhouse (1981), y Night Terrors (1993).  También ha aparecido en las películas La fiesta de la boda (1969), Hermanas (1973),  El fantasma del paraíso (1974), Simon (1980) y Silent Rage (1982). 
También hay que destacar, que, bajo el nombre W. Franklin Finley, él escribió el guion para la película de 1983 El Primer Tiempo. También fue coautor del libro de 1985 Racewalking y residió en Nueva York con su mujer, Susan - Weiser Finley, con quien se casó en 1974 y con la que tuvo un hijo, Dashiell Finley.

## Filmografía
| Año  | Título                  | Personaje                 | Notas                       |
| ---- | ----------------------- | ------------------------- | --------------------------- |
| 1962 | El despertar de Woton   | Woton                     | Cortometraje                |
| 1968 | Murder à la Mod         | Otto                      | ———————————————             |
| 1969 | The Wedding Party       | Alistair                  | Filmado en 1963             |
| 1970 | Dionysus in '69         | Dionysus                  | ———————————————             |
| 1973 | Hermanas                | Dr. Emil Breton           | Acreditado como Bill Finley |
| 1974 | El fantasma del paraíso | Winslow Leach/El Fantasma | ———————————————             |
| 1977 | Eaten Alive             | Roy                       | ———————————————             |
| 1978 | La furia                | Raymond Dunwoodie         | ———————————————             |
| 1980 | Simon                   | Fichandler                | ———————————————             |
| 1980 | Vestida para matar      | Bobbi                     | Voz (no acreditado)         |
| 1981 | The Funhouse            | Marco el Magnífico        | ———————————————             |
| 1982 | Silent Rage             | Dr. Paul Vaughn           | ———————————————             |
| 1985 | Double Negative         | Milt                      | Cortometraje                |
| 1993 | Night Terrors           | Dr. Matteson              | ———————————————             |
| 2006 | La Dalia Negra          | George Tilden             | Acreditado como Bill Finley |

## Muerte
A Finley se le diagnosticó colon inflamado el 6 de abril de 2012. Fue sometido a una operación de cirugía que duró 3 días después de su admisión. Pareció recuperarse bien después de la operación, pero la mañana del 14 de abril de 2012 murió a la edad de 71 años en Nueva York.